# ISO 3166-2:MU

Von Mauritius abhängige Inseln

Die Liste der ISO-3166-2-Codes für  Mauritius enthält die Codes für die die neun Distrikte und drei abhängigen Inseln.

Die Codes bestehen aus zwei Teilen, die durch einen Bindestrich voneinander getrennt sind. Der erste Teil gibt den Landescode gemäß ISO 3166-1 (für  Mauritius MU), der zweite den Code für den Distrikt oder die abhängige Insel wieder.
Die aktuellen Codes stehen auf der Seite der ISO unter #iso:code:3166:MU zur Verfügung.

## Kodierliste

### Distrikte
| Distrikt           | Code  |
| ------------------ | ----- |
| Black River        | MU-BL |
| Flacq              | MU-FL |
| Grand Port         | MU-GP |
| Moka               | MU-MO |
| Pamplemousses      | MU-PA |
| Plaines Wilhems    | MU-PW |
| Port Louis         | MU-PL |
| Rivière du Rempart | MU-RR |
| Savanne            | MU-SA |

### Abhängige Inseln
| Insel            | Code  |
| ---------------- | ----- |
| Agalega          | MU-AG |
| Cargados Carajos | MU-CC |
| Rodrigues        | MU-RO |